# Samuel G. Arnold

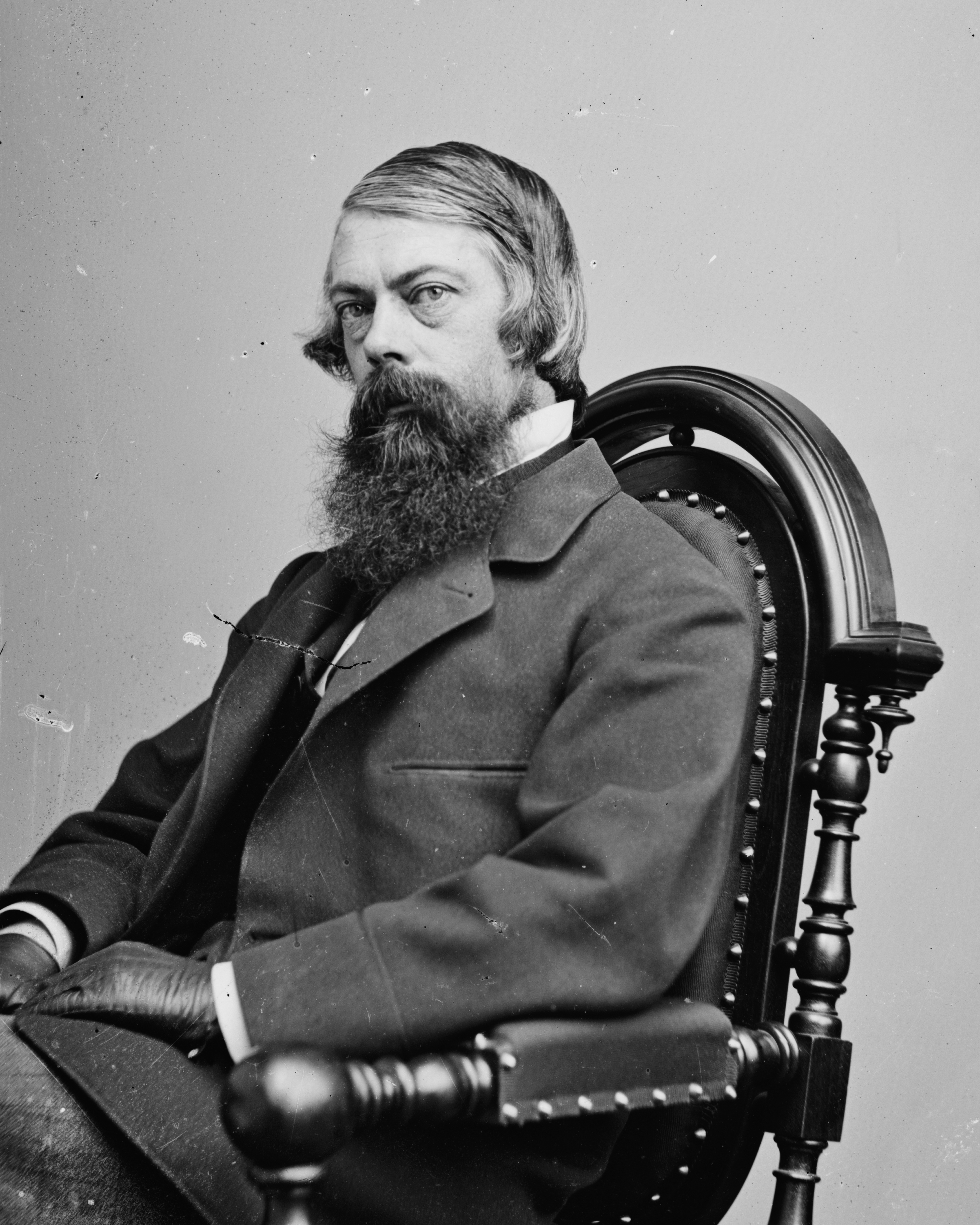
Samuel G. Arnold

Samuel Greene Arnold Jr. (* 12. April 1821 in Providence, Rhode Island; † 14. Februar 1880 ebenda) war ein US-amerikanischer Politiker, der den Bundesstaat Rhode Island im US-Senat vertrat.
Seine Schulausbildung erhielt Samuel Arnold von Privatlehrern. 1841 graduierte er an der Brown University in seiner Heimatstadt Providence; es folgte ein Jura-Studium an der Harvard University, wo er 1845 seinen Abschluss machte. Im selben Jahr wurde er in die Anwaltskammer aufgenommen. Danach war er als Anwalt und Historiker tätig; zudem gehörte er ab 1848 dem Leitungsgremium der Brown University an.
Politisch war Arnold erstmals 1852 tätig, als er für ein Jahr zum Vizegouverneur von Rhode Island gewählt wurde. 1859 wurde er in die American Academy of Arts and Sciences gewählt. 1861 nahm er an einer Friedenskonferenz in Washington, D.C. teil, die ein vergeblicher Versuch war, den drohenden Bürgerkrieg zu verhindern. Im März desselben Jahres übernahm er erneut das Amt des Vizegouverneurs seines Staates, für das ihn die Unionisten nominiert hatten. Während des Bürgerkrieges stellte Arnold eine Artilleriekompanie zusammen, die sich nach Washington begab, um dort der Unionsarmee beizutreten.
Am 1. Dezember 1862 nahm Samuel Arnold als Mitglied der Republikaner einen der beiden Sitze Rhode Islands im US-Senat ein, der durch den Rücktritt von James F. Simmons vakant geworden war. Seine Amtszeit in Washington endete bereits am 3. März 1863 wieder. Er kehrte in seinen Heimatstaat zurück, wo er sich der Geschichtsforschung widmete und 1868 Präsident der Rhode Island Historical Society wurde.
Sein Großneffe Theodore F. Green vertrat Rhode Island von 1937 bis 1961 ebenfalls im US-Senat. Zuvor war er von 1933 bis 1937 Gouverneur des Bundesstaates.